# Ráth Péter (vasútépítő mérnök)
Ruttkai Ráth Péter (Buda, 1842. augusztus 6. – Budapest, 1939. január 12.) udvari tanácsos, mérnök, a kassa-oderbergi vasút vezérigazgatója, a Magyar Vasúti és Hajózási Club elnöke, országgyűlési képviselő.

## Élete
1842-ben született, édesapja Ráth Péter gyógyszerész, későbbi országgyűlési képviselő, édesanyja Semmelweis Júlia, Semmelweis Ignác testvére volt. Testvérei közül József szülész-nőgyógyász, Gyula pedig mérnök volt, Lajos pedig jogot tanult. Gyula és Lajos 3 év különbséggel önkezükkel vetettek véget életüknek, mindketten 27 évesek voltak.
Középiskolai és műegyetemi tanulmányai befejezése után, 1865-ben mérnökként kezdte meg mérnöki gyakorlatát az akkor épült pest-losonc vasút építésénél, majd amikor a vasút üzembe helyezésére került, a vasút üzemében volt alkalmazva. Innen a Kassa-Oderbergi Vasúthoz került, e vonal nyomjelzési munkálataiban mint osztályvezető mérnök vett részt. A kiegyezés után a közmunka- és közlekedési minisztériumban dolgozott, kezdetben műszaki szolgálatban, később vasúti és hajózási főfelügyelő lett. 1888-tól Baross Gábor ajánlatára a Kassa-oderbergi vasutak vezérigazgatója lett. A magyarországi vasutak közül a kassa-oderbergi vasút volt az első, amely gondoskodott nyugdíjazott munkatársairól. Az iglói nevelő- és tápintézet megalapítója. 1896-tól 1901-ig a csacai kerület országgyűlési képviselője volt. 1899-ben magyar királyi udvari tanácsossá nevezték ki. Az MKE központi választmányának tagja, Budapest (1899–1913).
Feleségétől Nemlauer (Memlaur) Máriától (1846. augusztus 26.–?) három gyermeke született: Aranka (Karácsonyi Jenőné); Ilona (1882–1905) Szilágyi Viktorné) és Béla (1878–?).

## Kitüntetései
- Igló, Zsolna, Rózsahegy, Ruttka, Csaca és Poprád díszpolgára (1898) ekkor poprád-virágosvölgyi villájában élt[7]
- 1880-ban a Ferenc József-renddel tentették ki. Tulajdonosa továbbá a szerb királyi Takova rend kontur keresztjét, a bolgár érdemrend nagykeresztjét, alelnöke volt a Budapest-terézvárosi kaszinónak.
- 1895 szeptember 5-én Ferenc József nemsei rangot adományozott Ráth Péternek és a ruttkai előnév használatát engedélyezte számára. Az adományozott címer: arany pajzsmező kék pajzsfővel, melyben két liliom között csillag látható, az aranymezőben fekete szárnyas ló; sisakdisz: két zárt fekete szárny, takaró: fekete-arany, kék-arany.

## Írásai
Cikkei a Magyar Mérnökegyesület Közlönyében (1869. Adatok Magyarország vasuthálózatához, 1870. A m. kir. szabadalmazott nyugati vaspálya győr-kis-czell-szombathelyi szakaszának f. é. február 4-14. véghezment közigazgatási bejárása, A m. kir. északi vasut zólyom-ruttkai szakaszának f. é. jan. 10-20-ig tartott közigazgatási bejárása, A valkány-perjámosi helyi érdekű vasutról, A másodrendű vasutakról).